# دانيال لي (مخرج)
دانيال لي (بالصينية: 李仁港) هو مخرج فني وكاتب سيناريو ومخرج صيني، ولد في 27 أبريل 1960 في هونغ كونغ في الصين.

## وصلات خارجية
- دانييل لي على موقع IMDb (الإنجليزية)
- دانييل لي على موقع ألو سيني (الفرنسية)
- دانييل لي على موقع أول موفي (الإنجليزية)
- دانييل لي على موقع قاعدة بيانات الأفلام السويدية (السويدية)
- دانييل لي على موقع قاعدة بيانات الفيلم (الإنجليزية)
- دانييل لي على موقع كينوبويسك (الروسية)